# Liste der Kulturdenkmale in Niederoderwitz
In der Liste der Kulturdenkmale in Niederoderwitz sind die Kulturdenkmale des Ortsteils Niederoderwitz der sächsischen Gemeinde Oderwitz verzeichnet, die bis Januar 2019 vom Landesamt für Denkmalpflege Sachsen erfasst wurden (ohne archäologische Kulturdenkmale). Die Anmerkungen sind zu beachten.
Diese Aufzählung ist eine Teilmenge der Liste der Kulturdenkmale im Landkreis Görlitz.
Die Kulturdenkmale des Oderwitzer Ortsteils Oberoderwitz sind in der Liste der Kulturdenkmale in Oberoderwitz erfasst.

## Niederoderwitz
| Bild                                    | Bezeichnung | Lage                                                                                                  | Datierung                                                                 | Beschreibung | ID       |
| --------------------------------------- | --- | --- | ------------------------------------------------------------------------- | --- | -------- |
| Direkt Bild zu diesem Denkmal hochladen | Wohnhaus (Umgebinde) | Altmanngasse 2 (Karte)                                                                                | 1. Hälfte 19. Jahrhundert                                                 | Baugeschichtlich von Bedeutung, Obergeschoss Fachwerk, verbrettert | 09274678 |
| Direkt Bild zu diesem Denkmal hochladen | Wohnhaus (Umgebinde) und Seitengebäude | Am Eichberg 2 (Karte)                                                                                 | Vermutlich 1. Hälfte 19. Jahrhundert                                      | Baugeschichtlich von Bedeutung, Obergeschoss Fachwerk, Dachhecht, Seitengebäude mit Fachwerk-Obergeschoss, wichtig für das Ortsbild (Sichtbeziehung) | 09273949 |
| Direkt Bild zu diesem Denkmal hochladen | Wohnhaus (Umgebinde) | Am Eichberg 3 (Karte)                                                                                 | Vermutlich um 1830                                                        | Baugeschichtlich von Bedeutung, Obergeschoss Fachwerk, wichtig für das Ortsbild (Sichtbeziehung) | 09273948 |
| Direkt Bild zu diesem Denkmal hochladen | Wohnhaus (Umgebinde) | Am Eichberg 4 (Karte)                                                                                 | Vermutlich im Kern um 1700                                                | Baugeschichtlich von Bedeutung, Obergeschoss Fachwerk, verkleidet | 09273944 |
| Direkt Bild zu diesem Denkmal hochladen | Wohnhaus (Umgebinde) | Am Eichberg 5 (Karte)                                                                                 | Nach Überlieferung 1876                                                   | Baugeschichtlich von Bedeutung, Fachwerk-Obergeschoss verbrettert | 09273945 |
| Direkt Bild zu diesem Denkmal hochladen | Wohnhaus (Umgebinde) mit angebautem Seitenflügel | Am Eichberg 6 (Karte)                                                                                 | Vermutlich 1. Hälfte 19. Jahrhundert                                      | Baugeschichtlich von Bedeutung, mit Fachwerk-Obergeschoss, ungewöhnlich breites Umgebinde | 09273946 |
| Direkt Bild zu diesem Denkmal hochladen | Wohnstallhaus (Umgebinde), Teil eines Vierseithofes | Am Eichberg 8 (Karte)                                                                                 | Bezeichnet mit 1863 und 1864                                              | Baugeschichtlich und sozialgeschichtlich von Bedeutung, Fachwerk aufwendig verbrettert, schönes Eingangsportal (Granittürstock), Dachhecht | 09273935 |
| Direkt Bild zu diesem Denkmal hochladen | Wohnhaus (Umgebinde) | Am Hang 4 (Karte)                                                                                     | Im Kern vermutlich um 1800                                                | Baugeschichtlich von Bedeutung, Fachwerk verkleidet, durch Hanglage stark ortsbildbestimmend | 09273951 |
| Direkt Bild zu diesem Denkmal hochladen | Wohnhaus (Umgebinde) | Am Hang 10 (Karte)                                                                                    | Vermutlich um 1800                                                        | Baugeschichtlich und wirtschaftsgeschichtlich von Bedeutung, Obergeschoss Fachwerk, schöner Türstock, ehemaliges Dreizonenhaus (Wohnhaus/Stall/Scheune) | 09273952 |
| Direkt Bild zu diesem Denkmal hochladen | Wohnhaus (Umgebinde) | Am Landwasser 1 (Karte)                                                                               | Vermutlich frühes 19. Jahrhundert                                         | Baugeschichtlich von Bedeutung, Doppelstubenhaus, Fachwerk verkleidet, Dachhecht | 09274122 |
| Direkt Bild zu diesem Denkmal hochladen | Wohnhaus (Umgebinde) | Am Landwasser 2 (Karte)                                                                               | Vermutlich Ende 19. Jahrhundert                                           | Baugeschichtlich von Bedeutung, Obergeschoss Fachwerk | 09274129 |
| Direkt Bild zu diesem Denkmal hochladen | Wohnhaus (Umgebinde) | Am Landwasser 5 (Karte)                                                                               | Um 1870 anstelle eines abgebrannten Vorgängerbaus                         | Baugeschichtlich von Bedeutung, schöner Türstock, Doppelstubenhaus, Obergeschoss Fachwerk, wichtig für das Ortsbild | 09274123 |
| Direkt Bild zu diesem Denkmal hochladen | Wohnhaus (Umgebinde) | Am Landwasser 6 (Karte)                                                                               | 1869, vermutlich älter                                                    | Baugeschichtlich von Bedeutung, Doppelstubenhaus, Obergeschoss Fachwerk | 09274131 |
| Direkt Bild zu diesem Denkmal hochladen | Wohnhaus (Umgebinde) | Am Landwasser 7 (Karte)                                                                               | Bezeichnet mit 1869                                                       | Baugeschichtlich von Bedeutung, Doppelstubenhaus, Obergeschoss Fachwerk, Umgebinde mit kannelierten Säulen, wichtig für das Ortsbild | 09274124 |
| Direkt Bild zu diesem Denkmal hochladen | Wohnhaus (Umgebinde) | Am Landwasser 8 (Karte)                                                                               | Vermutlich 2. Hälfte 19. Jahrhundert                                      | Baugeschichtlich von Bedeutung, Obergeschoss Fachwerk | 09274132 |
| Direkt Bild zu diesem Denkmal hochladen | Wohnhaus (Umgebinde) | Am Landwasser 11 (Karte)                                                                              | Im Kern 2. Hälfte 17. Jahrhundert                                         | Baugeschichtlich von Bedeutung, Obergeschoss Fachwerk, wichtig für das Ortsbild | 09274125 |
| Direkt Bild zu diesem Denkmal hochladen | Wohnhaus (Umgebinde) | Am Landwasser 19 (Karte)                                                                              | Vermutlich im Kern 2. Hälfte 18. Jahrhundert                              | Baugeschichtlich von Bedeutung, Obergeschoss Fachwerk | 09274126 |
| Direkt Bild zu diesem Denkmal hochladen | Wohnhaus | Am Landwasser 23 (Karte)                                                                              | Nach 1880                                                                 | Baugeschichtlich von Bedeutung, ein Gründerzeithaus, ortsbildbestimmend in Hanglage | 09274128 |
| Direkt Bild zu diesem Denkmal hochladen | Wohnhaus (Umgebinde) | Am Landwasser 25 (Karte)                                                                              | Im Kern vermutlich um 1800                                                | Baugeschichtlich von Bedeutung, Doppelstubenhaus, Obergeschoss Fachwerk, in ortsbildbestimmender Hanglage (Blickfang) | 09274127 |
| Direkt Bild zu diesem Denkmal hochladen | Wohnhaus (Umgebinde) | Am Landwasser 39 (Karte)                                                                              | Vermutlich 1. Hälfte 19. Jahrhundert                                      | Baugeschichtlich von Bedeutung, Blickfang, wichtig für das Ortsbild, schöner Granittürstock, Doppelstubenhaus, Obergeschoss Fachwerk, Umgebinde mit Profilsäulen, im Dach drei Fledermausgaupen, eines der schönsten Umgebindehäuser des Ortes | 09274133 |
| Direkt Bild zu diesem Denkmal hochladen | Wohnhaus (Umgebinde) | Am Landwasser 41 (Karte)                                                                              | Vermutlich Mitte 19. Jahrhundert                                          | Baugeschichtlich von Bedeutung, Fachwerk verschiefert, wichtig für das Ortsbild | 09274134 |
| Direkt Bild zu diesem Denkmal hochladen | Wohnhaus (Umgebinde) | Am Landwasser 45 (Karte)                                                                              | Im Kern vermutlich um 1800                                                | Baugeschichtlich von Bedeutung, eingeschossiges Umgebindehaus | 09274135 |
| Direkt Bild zu diesem Denkmal hochladen | Wohnhaus (Umgebinde) | Am Landwasser 47 (Karte)                                                                              | Vermutlich 1. Hälfte 19. Jahrhundert                                      | Baugeschichtlich von Bedeutung, Obergeschoss Fachwerk, wichtig für das Ortsbild | 09274136 |
| Direkt Bild zu diesem Denkmal hochladen | Wohnhaus (Umgebinde) | Am Landwasser 49 (Karte)                                                                              | Vermutlich im Kern um 1840                                                | Baugeschichtlich von Bedeutung, Umgebinde mit Profilsäulen, Fachwerk verbrettert | 09274137 |
| Direkt Bild zu diesem Denkmal hochladen | Wohnstallhaus (Umgebinde) eines Winkelhofes | Am Volksbad 2 (Karte)                                                                                 | Vermutlich um 1800                                                        | Baugeschichtlich von Bedeutung, Obergeschoss Fachwerk, wichtig für das Ortsbild (Sichtbeziehung) | 09274173 |
| Direkt Bild zu diesem Denkmal hochladen | Wohnhaus (Umgebinde) | Am Weiher 2 (Karte)                                                                                   | Vermutlich 1. Hälfte 19. Jahrhundert                                      | Baugeschichtlich von Bedeutung, Doppelstubenhaus, Obergeschoss Fachwerk, für das Ortsbild wichtig (Blickfang) | 09274113 |
| Direkt Bild zu diesem Denkmal hochladen | Wohnhaus (Umgebinde) | Am Weiher 4 (Karte)                                                                                   | Vermutlich um 1800                                                        | Baugeschichtlich von Bedeutung, Obergeschoss Fachwerk | 09274114 |
| Direkt Bild zu diesem Denkmal hochladen | Wohnhaus (Umgebinde) | Am Weiher 5 (Karte)                                                                                   | Vermutlich um 1800                                                        | Baugeschichtlich von Bedeutung, Obergeschoss Fachwerk | 09274112 |
| Direkt Bild zu diesem Denkmal hochladen | Wohnhaus | Am Weiher 15 (Karte)                                                                                  | Vermutlich im Kern frühes 18. Jahrhundert                                 | Ehemaliges eingeschossiges Umgebindehaus, sozialgeschichtlich von Bedeutung, wichtig für das Ortsbild | 09274115 |
| Direkt Bild zu diesem Denkmal hochladen | Wohnhaus (Umgebinde) | Am Weiher 16a (Karte)                                                                                 | Vermutlich 2. Hälfte 19. Jahrhundert, im Kern älter                       | Baugeschichtlich und wirtschaftsgeschichtlich von Bedeutung, Obergeschoss Fachwerk, ehemalige Bleiche | 09274118 |
| Direkt Bild zu diesem Denkmal hochladen | Wohnhaus (Umgebinde) | Am Weiher 17 (Karte)                                                                                  | Vermutlich um 1830/1840                                                   | Baugeschichtlich von Bedeutung, Umgebinde mit Profilsäulen, Fachwerk ornamental verschiefert, wichtig für das Ortsbild (Sichtbeziehung) | 09274116 |
| Weitere Bilder                          | Wirtschaftsgebäude (mit Stallungen) und Scheune der ehemaligen Niederen Mühle | An der Mühlwiese 2 (Karte)                                                                            | Vermutlich um 1800 (Mühle); nach 1810 (Scheune und Getreidelager)         | Bau- und wirtschaftsgeschichtlich von Bedeutung, Fachwerkbauten | 09274117 |
| Direkt Bild zu diesem Denkmal hochladen | Wohnhaus (Umgebinde) | An der Mühlwiese 3 (Karte)                                                                            | Vermutlich im Kern 1. Hälfte 19. Jahrhundert                              | Baugeschichtlich von Bedeutung, Obergeschoss Fachwerk, verkleidet, Umgebinde mit kannelierten Säulen, in ortsbildbestimmender Hanglage (Sichtbeziehung) | 09274120 |
| Direkt Bild zu diesem Denkmal hochladen | Wohnhaus (Umgebinde) | An der Mühlwiese 4 (Karte)                                                                            | Vermutlich im Kern noch Ende 18. Jahrhundert                              | Baugeschichtlich von Bedeutung, Obergeschoss Fachwerk, verkleidet | 09274119 |
| Direkt Bild zu diesem Denkmal hochladen | Wohnhaus (ehemaliges Wohnstallhaus, Umgebinde) | An der Mühlwiese 5 (Karte)                                                                            | Vermutlich noch 18. Jahrhundert                                           | Baugeschichtlich von Bedeutung, Obergeschoss Fachwerk, schöner Granittürstock, wichtig für das Ortsbild (Sichtbeziehung) | 09274121 |
| Direkt Bild zu diesem Denkmal hochladen | Wohnhaus (Umgebinde) | An der Volkswiese 2 (Karte)                                                                           | 1867                                                                      | Baugeschichtlich von Bedeutung, Doppelstubenhaus, Obergeschoss Fachwerk, verschiefert, Umgebinde mit kannelierten Säulen, für Sichtbeziehung wichtig (in Hanglage) | 09274157 |
| Direkt Bild zu diesem Denkmal hochladen | Wohnhaus (Umgebinde) | August-Bebel-Straße 5 (Karte)                                                                         | Vermutlich Ende 18. Jahrhundert                                           | Baugeschichtlich von Bedeutung, Obergeschoss Fachwerk, Dachhecht | 09273993 |
| Direkt Bild zu diesem Denkmal hochladen | Wohnhaus (Umgebinde) | August-Bebel-Straße 8 (Karte)                                                                         | Im Kern vermutlich 1. Hälfte 19. Jahrhundert                              | Baugeschichtlich von Bedeutung, Obergeschoss Fachwerk, teilweise verbrettert, für das Ortsbild wichtig | 09273994 |
| Direkt Bild zu diesem Denkmal hochladen | Wohnhaus, einst hier die Schule untergebracht | August-Bebel-Straße 12 (Karte)                                                                        | Im Kern eventuell noch Ende 18. Jahrhundert                               | Baugeschichtlich und ortsgeschichtlich von Bedeutung, Obergeschoss Fachwerk, straßenbildprägend | 09273992 |
| Direkt Bild zu diesem Denkmal hochladen | Wohnhaus (Umgebinde) | August-Bebel-Straße 13 (Karte)                                                                        | Im Kern frühes 18. Jahrhundert                                            | Baugeschichtlich und hausgeschichtlich von Bedeutung, Obergeschoss Fachwerk, ungewöhnlich breites Umgebinde mit kannelierten Säulen | 09273965 |
| Direkt Bild zu diesem Denkmal hochladen | Wohnhaus | August-Bebel-Straße 16 (Karte)                                                                        | Vermutlich Mitte 19. Jahrhundert                                          | Ehemaliges Umgebindehaus, Obergeschoss Fachwerk, baugeschichtlich von Bedeutung | 09273972 |
| Direkt Bild zu diesem Denkmal hochladen | Wohnhaus | August-Bebel-Straße 17 (Karte)                                                                        | 1. Hälfte 19. Jahrhundert                                                 | Baugeschichtlich von Bedeutung, Obergeschoss Fachwerk, wohl ehemaliges Umgebindehaus, schöner Granittürstock | 09301485 |
| Direkt Bild zu diesem Denkmal hochladen | Wohnhaus (Umgebinde) | August-Bebel-Straße 18 (Karte)                                                                        | Vermutlich 2. Hälfte 19. Jahrhundert                                      | Baugeschichtlich von Bedeutung, eingeschossiges Umgebindehaus, Dachhecht | 09273964 |
| Direkt Bild zu diesem Denkmal hochladen | Wohnhaus (Umgebinde) | August-Bebel-Straße 22 (Karte)                                                                        | Vermutlich um 1850                                                        | Baugeschichtlich von Bedeutung, Fachwerk ornamental verschiefert, Giebel verbrettert, Dachhecht | 09273963 |
| Direkt Bild zu diesem Denkmal hochladen | Wohnhaus (Umgebinde) | August-Bebel-Straße 24 (Karte)                                                                        | Vermutlich um 1850                                                        | Baugeschichtlich von Bedeutung, Obergeschoss engstiliges Fachwerk | 09273962 |
| Direkt Bild zu diesem Denkmal hochladen | Wohnhaus | August-Bebel-Straße 27 (Karte)                                                                        | Vermutlich im Kern noch 1. Hälfte 19. Jahrhundert, später                 | Baugeschichtlich von Bedeutung, Obergeschoss Fachwerk, vermutlich ehemaliges Umgebindehaus | 09273947 |
| Direkt Bild zu diesem Denkmal hochladen | Wohnhaus (Umgebinde) | August-Bebel-Straße 29 (Karte)                                                                        | Vermutlich um 1850/1860                                                   | Baugeschichtlich von Bedeutung, selteneres eingeschossiges Umgebindehaus mit Drempel | 09273943 |
| Direkt Bild zu diesem Denkmal hochladen | Wohnhaus (Umgebinde) | August-Bebel-Straße 30 (Karte)                                                                        | Im Kern vermutlich um 1840/1850                                           | Baugeschichtlich von Bedeutung, Obergeschoss Fachwerk, verkleidet, Umgebinde mit kannelierten Säulen | 09273941 |
| Direkt Bild zu diesem Denkmal hochladen | Wohnhaus (Umgebinde) | August-Bebel-Straße 32 (Karte)                                                                        | Vermutlich um 1840                                                        | Baugeschichtlich von Bedeutung, Obergeschoss Fachwerk, verkleidet, schöner Granittürstock, Umgebinde mit kannelierten Säulen | 09273940 |
| Direkt Bild zu diesem Denkmal hochladen | Wohnhaus (Umgebinde) | August-Bebel-Straße 34 (Karte)                                                                        | Vermutlich um 1840                                                        | Baugeschichtlich von Bedeutung, Fachwerk-Obergeschoss verschiefert | 09273939 |
| Direkt Bild zu diesem Denkmal hochladen | Wohnhaus | August-Bebel-Straße 36 (Karte)                                                                        | 1902                                                                      | Baugeschichtlich und ortsentwicklungsgeschichtlich von Bedeutung, ein Gründerzeithaus im Schweizerhaus-Stil mit Gesprengegiebeln | 09273938 |
| Direkt Bild zu diesem Denkmal hochladen | Wohnhaus (Umgebinde) | August-Bebel-Straße 38 (Karte)                                                                        | Etwa 1885                                                                 | Baugeschichtlich von Bedeutung, selteneres eingeschossiges Umgebindehaus mit verbrettertem Drempel, Dachhecht | 09273937 |
| Direkt Bild zu diesem Denkmal hochladen | Wohnhaus (Umgebinde) | August-Bebel-Straße 40 (Karte)                                                                        | Vermutlich Ende 18. Jahrhundert                                           | Baugeschichtlich von Bedeutung, Obergeschoss Fachwerk | 09273936 |
| Direkt Bild zu diesem Denkmal hochladen | Ehemaliges Wohnstallhaus (Umgebinde) eines Bauernhofes | Bachweg 1 (Karte)                                                                                     | Bezeichnet mit 1822                                                       | Baugeschichtlich von Bedeutung, Obergeschoss Fachwerk, schönes Eingangsportal (Granittürstock) | 09274041 |
| Weitere Bilder                          | Wohnhaus (Umgebinde) | Bachweg 2 (Karte)                                                                                     | Vermutlich um 1800                                                        | Baugeschichtlich von Bedeutung, Obergeschoss Fachwerk, ungewöhnlich breites Umgebinde, wichtig für das Ortsbild (Blickfang) | 09274040 |
| Direkt Bild zu diesem Denkmal hochladen | Wohnhaus (Umgebinde) | Bachweg 7 (Karte)                                                                                     | Bezeichnet mit 1894                                                       | Baugeschichtlich von Bedeutung, Obergeschoss Fachwerk, schöner Türstock, Umgebinde mit kannelierten Säulen, durch freie Lage Blickfang und stark ortsbildbestimmend | 09274042 |
| Direkt Bild zu diesem Denkmal hochladen | Wohnhaus (Umgebinde) | Bachweg 8 (Karte)                                                                                     | Bezeichnet mit 1866                                                       | Baugeschichtlich von Bedeutung, Obergeschoss Fachwerk, verkleidet, schöner Türstock, Dachhecht, wichtig für das Ortsbild (Sichtbeziehung) | 09274043 |
| Direkt Bild zu diesem Denkmal hochladen | Wohnhaus (Umgebinde) | Bachweg 9 (Karte)                                                                                     | Bezeichnet mit 1864, im Kern älter                                        | Baugeschichtlich von Bedeutung, Obergeschoss Fachwerk, verschiefert, schöner Granittürstock, Umgebinde mit kannelierten Säulen, durch Hanglage wichtig für das Ortsbild | 09274044 |
| Direkt Bild zu diesem Denkmal hochladen | Kirchschule, heute Wohnhaus | Bachweg 11 (Karte)                                                                                    | Im Kern frühes 18. Jahrhundert, mehrfach verändert                        | Baugeschichtlich und ortsgeschichtlich von Bedeutung, Obergeschoss Fachwerk, verkleidet, wichtig für das Ortsbild | 09274046 |
| Direkt Bild zu diesem Denkmal hochladen | Wohnhaus (Umgebinde) | Bachweg 12 (Karte)                                                                                    | Vermutlich im Kern Ende 18. Jahrhundert                                   | Baugeschichtlich von Bedeutung, Obergeschoss Fachwerk, wichtig für das Ortsbild (Blickbeziehung) | 09274050 |
| Direkt Bild zu diesem Denkmal hochladen | Wohnhaus (Umgebinde) | Bachweg 13 (Karte)                                                                                    | Um 1850                                                                   | Baugeschichtlich von Bedeutung, Doppelstubenhaus, Obergeschoss Fachwerk, verkleidet | 09274045 |
| Direkt Bild zu diesem Denkmal hochladen | Wohnhaus (Umgebinde) | Bachweg 15 (Karte)                                                                                    | Ende 18. Jahrhundert                                                      | Baugeschichtlich von Bedeutung, Doppelstubenhaus, Obergeschoss Fachwerk, verkleidet | 09274047 |
| Direkt Bild zu diesem Denkmal hochladen | Wohnhaus (Umgebinde) | Bachweg 17 (Karte)                                                                                    | 1827                                                                      | Baugeschichtlich von Bedeutung, Doppelstubenhaus, Obergeschoss Fachwerk, verkleidet | 09274048 |
| Direkt Bild zu diesem Denkmal hochladen | Wohnhaus (Umgebinde) | Bachweg 18 (Karte)                                                                                    | Um 1850                                                                   | Baugeschichtlich von Bedeutung, Obergeschoss Fachwerk | 09274061 |
| Direkt Bild zu diesem Denkmal hochladen | Wohnhaus (Umgebinde) | Bachweg 19 (Karte)                                                                                    | Im Kern vermutlich 1. Hälfte 19. Jahrhundert                              | Baugeschichtlich von Bedeutung, Umgebinde mit kannelierten Säulen, Obergeschoss Fachwerk verbrettert | 09274049 |
| Direkt Bild zu diesem Denkmal hochladen | Wohnhaus (Umgebinde) | Bachweg 20 (Karte)                                                                                    | Vermutlich Mitte 19. Jahrhundert                                          | Baugeschichtlich von Bedeutung, Obergeschoss Fachwerk | 09274062 |
| Direkt Bild zu diesem Denkmal hochladen | Wohnhaus (Umgebinde) | Bachweg 27 (Karte)                                                                                    | Vermutlich 1. Hälfte 19. Jahrhundert                                      | Baugeschichtlich von Bedeutung, Doppelstubenhaus, Obergeschoss Fachwerk | 09274051 |
| Direkt Bild zu diesem Denkmal hochladen | Wohnhaus (Umgebinde) mit Seitenflügel | Bachweg 29 (Karte)                                                                                    | Vermutlich um 1780                                                        | Baugeschichtlich von Bedeutung, Obergeschoss Fachwerk, ungewöhnlich breites Umgebinde | 09274052 |
| Weitere Bilder                          | Wohnhaus (Umgebinde) mit Schmiedewerkstatt | Bachweg 35 (Karte)                                                                                    | Vermutlich nach 1850                                                      | Baugeschichtlich und ortsgeschichtlich von Bedeutung, Obergeschoss Fachwerk, Umgebinde mit kannelierten Säulen, Dachhecht, markanter Blickfang an einer Wegegabelung | 09274053 |
| Direkt Bild zu diesem Denkmal hochladen | Ehemaliges Wohnstallhaus (Umgebinde) mit Seitenflügel | Bachweg 37 (Karte)                                                                                    | Bezeichnet mit 1814                                                       | Baugeschichtlich von Bedeutung, Obergeschoss Fachwerk, ungewöhnlich breites Umgebinde mit kannelierten Säulen, schönes Eingangsportal (Sandsteintürstock), wichtig für das Ortsbild | 09274058 |
| Direkt Bild zu diesem Denkmal hochladen | Wohnhaus (Umgebinde) | Bachweg 43 (Karte)                                                                                    | Vermutlich um 1800                                                        | Baugeschichtlich von Bedeutung, Obergeschoss Fachwerk, verbrettert | 09274054 |
| Direkt Bild zu diesem Denkmal hochladen | Wohnhaus (Umgebinde) | Bachweg 45 (Karte)                                                                                    | Vermutlich 1. Hälfte 19. Jahrhundert                                      | Baugeschichtlich von Bedeutung, schöner Granittürstock, Fachwerk teilweise zweifarbig verschiefert | 09274055 |
| Direkt Bild zu diesem Denkmal hochladen | Wohnhaus (Umgebinde) | Bachweg 51 (Karte)                                                                                    | Um 1830/1840                                                              | Baugeschichtlich von Bedeutung, Obergeschoss Fachwerk, Umgebinde mit kannelierten Säulen, Dachhecht | 09274057 |
| Direkt Bild zu diesem Denkmal hochladen | Wohnhaus (Umgebinde) | Bachweg 55 (Karte)                                                                                    | 1850                                                                      | Baugeschichtlich von Bedeutung, Umgebinde mit kannelierten Säulen, Obergeschoss Fachwerk, Giebel verbrettert | 09274059 |
| Direkt Bild zu diesem Denkmal hochladen | Wohnhaus (Umgebinde) | Bachweg 57 (Karte)                                                                                    | Vermutlich um 1830/1840                                                   | Baugeschichtlich von Bedeutung, Obergeschoss Fachwerk | 09274060 |
|                                         | Wohnhaus (Umgebinde) | Bahnhofstraße 1 (Karte)                                                                               | Vermutlich um 1800                                                        | Baugeschichtlich von Bedeutung, Obergeschoss Fachwerk, Blickfang an der Straßenkreuzung | 09274167 |
| Weitere Bilder                          | Postamt | Bahnhofstraße 5 (Karte)                                                                               | Um 1900                                                                   | Baugeschichtlich und ortsgeschichtlich von Bedeutung, ein Gründerzeithaus mit ungewöhnlichen Krüppelwalmgiebeln | 09274168 |
| Weitere Bilder                          | Fabrik mit großen Hauptbau mit zwei hinteren Anbauten und Rampe zum Ausziehgleis (Nr. 11) sowie dem straßenbegleitenden flachen Bau (Nr. 13)                                                              | Bahnhofstraße 11, 13 (Karte)                                                                          | Um 1910, Hauptbau; 1934/1939 (Pförtnerhaus und Garage)                    | Hauptbau im Heimatstil ähnlich wie ein Rathaus, Zeitraum 1910 bis 1917, Anbauten moderne Architektur der Zeit um 1934, flacher Bau entlang der Bahnhofstraße zwischen 1934 und 1939 mit Pforte und Garagen. Fabrik war zunächst Dörrgemüsefabrik, dann Rolle AG, Firma Kosa Kakao- und Schokoladen AG, später Bergland Schokoladenfabrik, heute Kathleen Schokoladenfabrik GmbH; baugeschichtlich, ortsgeschichtlich und wirtschaftsgeschichtlich bedeutsam                                                                                     | 09304641 |
| Direkt Bild zu diesem Denkmal hochladen | Wohnhaus (Umgebinde) | Bergweg 2 (Karte)                                                                                     | Vermutlich 1. Hälfte 19. Jahrhundert                                      | Baugeschichtlich von Bedeutung, eingeschossiges Umgebindehaus, Umgebinde mit kannelierten Säulen | 09273961 |
| Direkt Bild zu diesem Denkmal hochladen | Wohnhaus (Umgebinde) | Bergweg 3 (Karte)                                                                                     | Vermutlich um 1800                                                        | Baugeschichtlich von Bedeutung, Obergeschoss strebenreiches Fachwerk, ungewöhnlich breites Umgebinde, für Ortsbild (Sichtbeziehung) und als Blickfang wichtig | 09273959 |
| Direkt Bild zu diesem Denkmal hochladen | Türstock der Bäckerei | Bergweg 4 (Karte)                                                                                     | Bezeichnet mit 1754                                                       | Handwerklich-künstlerisch von Bedeutung, barockes Portal bezeichnet mit 1754 (im Keilstein ein Umbau bezeichnet mit 1865) | 09273960 |
| Weitere Bilder                          | Wohnhaus (Umgebinde) | Bergweg 5 (Karte)                                                                                     | Vermutlich um 1800                                                        | Baugeschichtlich von Bedeutung, Doppelstubenhaus, Obergeschoss Fachwerk, im Dach drei Fledermausgaupen, wichtig als Blickfang und für das Ortsbild | 09273958 |
| Direkt Bild zu diesem Denkmal hochladen | Wohnhaus (Umgebinde) | Bergweg 7 (Karte)                                                                                     | Vermutlich 1. Hälfte 19. Jahrhundert                                      | Baugeschichtlich von Bedeutung, Obergeschoss Fachwerk | 09273957 |
| Direkt Bild zu diesem Denkmal hochladen | Wohnhaus (Umgebinde) | Bergweg 8 (Karte)                                                                                     | Frühes 19. Jahrhundert                                                    | Baugeschichtlich von Bedeutung, eingeschossiges Umgebindehaus, kleiner Dachhecht | 09273955 |
| Direkt Bild zu diesem Denkmal hochladen | Wohnhaus (Umgebinde) | Bergweg 10 (Karte)                                                                                    | Vermutlich um 1800                                                        | Baugeschichtlich von Bedeutung, Obergeschoss Fachwerk, Giebel teils verbrettert, teils verschiefert | 09273954 |
| Direkt Bild zu diesem Denkmal hochladen | Wohnhaus (Umgebinde) | Bergweg 19 (Karte)                                                                                    | Vermutlich 1. Hälfte 19. Jahrhundert                                      | Baugeschichtlich von Bedeutung, Obergeschoss Fachwerk, verbrettert, Umgebinde mit kannelierten Säulen | 09273953 |
| Direkt Bild zu diesem Denkmal hochladen | Scheune eines Bauernhofes | Dr.-Friedrichs-Straße 4 (Karte)                                                                       | Vermutlich Mitte 18. Jahrhundert                                          | Baugeschichtlich und wirtschaftsgeschichtlich von Bedeutung, Fachwerk-Scheune mit Kreuzstrebengefüge und Kopfstreben | 09274175 |
| Direkt Bild zu diesem Denkmal hochladen | Wohnhaus (mit zwei Hausnummern) | Dr.-Friedrichs-Straße 6, 8 (Karte)                                                                    | Vermutlich Ende 18. Jahrhundert                                           | Baugeschichtlich von Bedeutung, Obergeschoss Fachwerk, Dachhecht, ortsbildprägend | 09274174 |
| Direkt Bild zu diesem Denkmal hochladen | Wohnhaus (Umgebinde) | Eberleweg 2 (Karte)                                                                                   | Nach 1870                                                                 | Baugeschichtlich von Bedeutung, Doppelstubenhaus, Obergeschoss Fachwerk, Giebel verschiefert, Dachhecht, schöner Granittürstock | 09273995 |
|                                         | Wohnhaus (Umgebinde) | Ernst-Thälmann-Straße 1 (Karte)                                                                       | Bezeichnet mit 1869                                                       | Baugeschichtlich von Bedeutung, Doppelstubenhaus, schöner Granittürstock, Obergeschoss Fachwerk verschiefert, Giebel verbrettert, Umgebinde mit kannelierten Säulen | 09274010 |
| Direkt Bild zu diesem Denkmal hochladen | Wohnhaus (Umgebinde) | Färbergässel 2 (Karte)                                                                                | Vermutlich 1. Hälfte 19. Jahrhundert                                      | Baugeschichtlich von Bedeutung, Obergeschoss Fachwerk, Giebel verbrettert | 09273942 |
|                                         | Villa | Franz-Mehring-Straße 1 (Karte)                                                                        | Vermutlich um 1900                                                        | Baugeschichtlich von Bedeutung, historisierend mit Mittelrisalit mit Dreiecksgiebel und Balkon | 09274171 |
|                                         | Wohnhaus (Umgebinde) | Friedrich-Ludwig-Jahn-Straße 1 (Karte)                                                                | Um 1870                                                                   | Baugeschichtlich von Bedeutung, Obergeschoss Fachwerk verkleidet, Umgebinde mit kannelierten Säulen | 09274014 |
| Direkt Bild zu diesem Denkmal hochladen | Wohnhaus (Umgebinde) | Friedrich-Ludwig-Jahn-Straße 2 (Karte)                                                                | Vermutlich im Kern 1. Hälfte 19. Jahrhundert, später erweitert            | Baugeschichtlich von Bedeutung, Obergeschoss Fachwerk verbrettert | 09274026 |
| Direkt Bild zu diesem Denkmal hochladen | Wohnhaus (Umgebinde) | Fuchsgässel 1 (Karte)                                                                                 | Vermutlich um 1860                                                        | Baugeschichtlich von Bedeutung, Umgebinde mit kannelierten Säulen, schöner Granittürstock, Obergeschoss Fachwerk mit aufwendiger Verbretterung, wichtig für das Ortsbild | 09274190 |
| Direkt Bild zu diesem Denkmal hochladen | Wohnhaus | Gartenstraße 1 (Karte)                                                                                | Vermutlich im Kern frühes 19. Jahrhundert                                 | Ehemalige Bäckerei, baugeschichtlich und ortsgeschichtlich von Bedeutung, Obergeschoss Fachwerk, Dachhecht | 09273986 |
|                                         | Wohnhaus (Umgebinde) | Gartenstraße 2 (Karte)                                                                                | Vermutlich um 1840                                                        | Baugeschichtlich von Bedeutung, Doppelstubenhaus, Obergeschoss Fachwerk, Dachhecht, ortsbildprägender Blickfang | 09273988 |
|                                         | Wohnhaus (Umgebinde) | Gartenstraße 4 (Karte)                                                                                | Vermutlich um 1850                                                        | Baugeschichtlich von Bedeutung, Doppelstubenhaus, Obergeschoss Fachwerk | 09273987 |
| Direkt Bild zu diesem Denkmal hochladen | Wohnhaus (Umgebinde) | Gartenstraße 6 (Karte)                                                                                | Vermutlich 1. Hälfte 19. Jahrhundert                                      | Baugeschichtlich von Bedeutung, Doppelstubenhaus, Obergeschoss Fachwerk verbrettert | 09273989 |
| Direkt Bild zu diesem Denkmal hochladen | Ehemaliges Wohnstallhaus (Umgebinde) | Gartenstraße 8 (Karte)                                                                                | 1797                                                                      | Baugeschichtlich von Bedeutung, Obergeschoss Fachwerk, ungewöhnlich breites Umgebinde | 09273990 |
| Direkt Bild zu diesem Denkmal hochladen | Wohnhaus | Gartenstraße 10 (Karte)                                                                               | Vermutlich 1. Hälfte 19. Jahrhundert                                      | Ehemaliges Umgebindehaus, baugeschichtlich von Bedeutung, Obergeschoss Fachwerk, wichtig für das Ortsbild (Blickbeziehung) | 09273985 |
| Direkt Bild zu diesem Denkmal hochladen | Wohnhaus (Umgebinde) mit Anbau | Gartenstraße 14 (Karte)                                                                               | Um 1830                                                                   | Baugeschichtlich von Bedeutung, Obergeschoss Fachwerk verschiefert | 09273984 |
| Direkt Bild zu diesem Denkmal hochladen | Wohnhaus (Umgebinde) | Gartenstraße 16 (Karte)                                                                               | Vermutlich im Kern um 1800                                                | Baugeschichtlich von Bedeutung, Obergeschoss Fachwerk verschiefert | 09273983 |
| Direkt Bild zu diesem Denkmal hochladen | Wohnhaus (Umgebinde) mit Seitenflügel | Gartenstraße 20 (Karte)                                                                               | Nach Überlieferung im Kern 1758                                           | Baugeschichtlich von Bedeutung, Obergeschoss Fachwerk, ungewöhnlich breites Umgebinde | 09273982 |
| Direkt Bild zu diesem Denkmal hochladen | Wohnhaus (Umgebinde) | Gartenstraße 22 (Karte)                                                                               | Vermutlich Mitte 18. Jahrhundert                                          | Baugeschichtlich von Bedeutung, Obergeschoss Fachwerk | 09273991 |
| Direkt Bild zu diesem Denkmal hochladen | Wohnhaus (Umgebinde) | Großhennersdorfer Straße 1 (Karte)                                                                    | Vermutlich um 1850                                                        | Baugeschichtlich von Bedeutung, Doppelstubenhaus, Obergeschoss Fachwerk, wichtig für das Ortsbild (Sichtbeziehung) | 09274013 |
| Direkt Bild zu diesem Denkmal hochladen | Wohnhaus (Umgebinde) | Großhennersdorfer Straße 2 (Karte)                                                                    | Vermutlich nach 1850                                                      | Baugeschichtlich von Bedeutung, Umgebinde mit kannelierten Säulen, Obergeschoss Fachwerk verschiefert, straßenbildprägend | 09274012 |
| Direkt Bild zu diesem Denkmal hochladen | Wohnhaus (Umgebinde) | Großhennersdorfer Straße 4 (Karte)                                                                    | Bezeichnet mit 1861                                                       | Baugeschichtlich von Bedeutung, Obergeschoss Fachwerk verschiefert, Dachhecht | 09274011 |
| Direkt Bild zu diesem Denkmal hochladen | Wohnstallhaus (Umgebinde) | Großhennersdorfer Straße 5 (Karte)                                                                    | Um 1800                                                                   | Baugeschichtlich von Bedeutung, schöner Granittürstock, Obergeschoss Fachwerk, Dachhecht | 09274007 |
| Direkt Bild zu diesem Denkmal hochladen | Wohnhaus (Umgebinde) | Großhennersdorfer Straße 6 (Karte)                                                                    | Vermutlich 1. Hälfte 19. Jahrhundert                                      | Baugeschichtlich von Bedeutung, Doppelstubenhaus, Obergeschoss Fachwerk verschiefert | 09274009 |
| Direkt Bild zu diesem Denkmal hochladen | Wohnhaus (Umgebinde) mit Seitenflügel | Großhennersdorfer Straße 10 (Karte)                                                                   | Bezeichnet mit 1863                                                       | Baugeschichtlich von Bedeutung, Obergeschoss Fachwerk, schönes Eingangsportal, außergewöhnlich schön gestalteter und datierter Dachhecht | 09274006 |
| Direkt Bild zu diesem Denkmal hochladen | Wohnhaus (Umgebinde) | Großhennersdorfer Straße 16 (Karte)                                                                   | Vermutlich um 1840, jüngere Erweiterungen                                 | Baugeschichtlich von Bedeutung, Obergeschoss Fachwerk | 09274005 |
| Direkt Bild zu diesem Denkmal hochladen | Wohnhaus (Umgebinde) | Großhennersdorfer Straße 32 (Karte)                                                                   | Vermutlich um 1930                                                        | Baugeschichtlich von Bedeutung, Obergeschoss Fachwerk verkleidet | 09274004 |
| Direkt Bild zu diesem Denkmal hochladen | Wegesäule | Großhennersdorfer Straße 34 (gegenüber), in der Nähe des ehemaligen Gasthauses „Nadelbüschel“ (Karte) | 19. Jahrhundert                                                           | Verkehrsgeschichtlich von Bedeutung | 09271386 |
| Direkt Bild zu diesem Denkmal hochladen | Wohnhaus (Umgebinde) | Handwerk 2 (Karte)                                                                                    | Um 1880                                                                   | Baugeschichtlich von Bedeutung, Obergeschoss Fachwerk, Umgebinde mit kannelierten Säulen, durch Hanglage Blickfang, wichtig für das Ortsbild | 09273973 |
| Direkt Bild zu diesem Denkmal hochladen | Wohnhaus | Handwerk 3 (Karte)                                                                                    | Vermutlich 2. Hälfte 19. Jahrhundert                                      | Ehemaliges Umgebindehaus, baugeschichtlich von Bedeutung, Obergeschoss Fachwerk | 09273974 |
| Direkt Bild zu diesem Denkmal hochladen | Wohnhaus (Umgebinde) | Handwerk 4 (Karte)                                                                                    | Vermutlich noch 1. Hälfte 19. Jahrhundert                                 | Baugeschichtlich von Bedeutung, Umgebinde mit kannelierten Säulen, Obergeschoss Fachwerk verschiefert, regionaltypisch | 09273975 |
| Direkt Bild zu diesem Denkmal hochladen | Wohnhaus (Umgebinde) | Handwerk 6 (Karte)                                                                                    | Vermutlich um 1800                                                        | Baugeschichtlich von Bedeutung, Doppelstubenhaus, Obergeschoss Fachwerk | 09273977 |
| Direkt Bild zu diesem Denkmal hochladen | Wohnhaus (Umgebinde) | Handwerk 7 (Karte)                                                                                    | Vermutlich um 1800                                                        | Baugeschichtlich von Bedeutung, Obergeschoss Fachwerk verbrettert | 09273976 |
| Direkt Bild zu diesem Denkmal hochladen | Wohnhaus (Umgebinde) | Handwerk 8 (Karte)                                                                                    | Vermutlich Mitte 19. Jahrhundert                                          | Baugeschichtlich von Bedeutung, Obergeschoss Fachwerk, Giebel verbrettert, in freier Lage wichtig für das Ortsbild | 09273978 |
| Direkt Bild zu diesem Denkmal hochladen | Wohnhaus (Umgebinde) | Handwerk 9 (Karte)                                                                                    | Vermutlich um 1800                                                        | Baugeschichtlich von Bedeutung, Doppelstubenhaus, Obergeschoss Fachwerk | 09273956 |
| Direkt Bild zu diesem Denkmal hochladen | Wohnhaus (Umgebinde) | Heideberg 2 (Karte)                                                                                   | Vermutlich um 1800                                                        | Baugeschichtlich von Bedeutung, eingeschossiges Umgebindehaus, ortsbildprägender Blickfang an Straßengabelung | 09273981 |
| Direkt Bild zu diesem Denkmal hochladen | Wohnhaus (Umgebinde) | Heideberg 4 (Karte)                                                                                   | Vermutlich 1. Hälfte 19. Jahrhundert                                      | Baugeschichtlich von Bedeutung, Doppelstubenhaus, Obergeschoss Fachwerk, durch Hanglage ortsbildbestimmend | 09273980 |
| Direkt Bild zu diesem Denkmal hochladen | Ehemaliges Wohnstallhaus (Umgebinde) eines ehemaligen Vierseithofes | Heideberg 5 (Karte)                                                                                   | Bezeichnet mit 1841                                                       | Baugeschichtlich von Bedeutung, Obergeschoss Fachwerk, durch Hanglage ortsbildbestimmend | 09273979 |
| Direkt Bild zu diesem Denkmal hochladen | Wohnhaus (Umgebinde) | Hofstraße 5 (Karte)                                                                                   | Vermutlich um 1850                                                        | Baugeschichtlich von Bedeutung, Obergeschoss Fachwerk zum Teil verbrettert | 09274025 |
| Direkt Bild zu diesem Denkmal hochladen | Wohnhaus (Umgebinde) | Hutberggasse 6 (Karte)                                                                                | Vermutlich frühes 19. Jahrhundert                                         | Baugeschichtlich von Bedeutung, Obergeschoss Fachwerk, in ortsbildprägender Hanglage (Blickfang) | 09274130 |
| Direkt Bild zu diesem Denkmal hochladen | Ehemaliges Wohnstallhaus (Umgebinde) | Im Grunde 7 (Karte)                                                                                   | Im Kern vermutlich frühes 19. Jahrhundert                                 | Baugeschichtlich von Bedeutung, Obergeschoss Fachwerk zweifarbig verschiefert, Umgebinde mit kannelierten Säulen | 09274001 |
| Direkt Bild zu diesem Denkmal hochladen | Wohnhaus | Im Grunde 8 (Karte)                                                                                   | Vermutlich nach 1850                                                      | Baugeschichtlich von Bedeutung, Obergeschoss Fachwerk, vermutlich ehemaliges Umgebindehaus, durch Hanglage ortsbildbestimmend | 09273999 |
| Direkt Bild zu diesem Denkmal hochladen | Ehemaliges Wohnstallhaus (Umgebinde) | Im Grunde 15 (Karte)                                                                                  | 1715 Dendro                                                               | Baugeschichtlich und wissenschaftlich von Bedeutung, Obergeschoss Fachwerk, am Giebel verbrettert, wichtig für das Ortsbild (Sichtbeziehung), Umgebindekonstruktion mit tief an Säulen und Ständern ansetzenden Blattkopfbändern, einer der am ursprünglichsten erhaltenen Umgebindebauten der Südlausitz | 09274002 |
| Direkt Bild zu diesem Denkmal hochladen | Wohnhaus (Umgebinde) | Im Grunde 16 (Karte)                                                                                  | Vermutlich um 1830/1840                                                   | Baugeschichtlich von Bedeutung, Obergeschoss Fachwerk | 09274003 |
| Direkt Bild zu diesem Denkmal hochladen | Wohnhaus (Umgebinde) | Kirchstraße 2 (Karte)                                                                                 | Vermutlich um 1850                                                        | Baugeschichtlich von Bedeutung, Doppelstubenhaus, Obergeschoss Fachwerk, schöner Granittürstock, Dachhecht | 09274037 |
| Direkt Bild zu diesem Denkmal hochladen | Wohnhaus (Umgebinde) | Kirchstraße 3 (Karte)                                                                                 | Vermutlich Mitte 19. Jahrhundert                                          | Baugeschichtlich von Bedeutung, Umgebinde mit kannelierten Säulen, Obergeschoss Fachwerk verbrettert | 09274039 |
| Direkt Bild zu diesem Denkmal hochladen | Wohnhaus (Umgebinde) mit seitlichem Anbau | Kirchstraße 5 (Karte)                                                                                 | Vermutlich nach 1860                                                      | Baugeschichtlich von Bedeutung, Umgebinde am Anbau herumgezogen, Obergeschoss Fachwerk, schöner Granittürstock | 09274038 |
| Direkt Bild zu diesem Denkmal hochladen | Wohnhaus | Kirchstraße 10 (Karte)                                                                                | Frühes 19. Jahrhundert                                                    | Baugeschichtlich von Bedeutung, Obergeschoss Fachwerk, ehemaliges Umgebindehaus, Dachhecht, wichtig für das Ortsbild und als Blickfang | 09274036 |
| Direkt Bild zu diesem Denkmal hochladen | Pfarrhaus und kleine Scheune | Kirchstraße 13 (Karte)                                                                                | 1750                                                                      | Pfarrhaus von Niederoderwitz, baugeschichtlich und ortsgeschichtlich von Bedeutung, das Pfarrhaus ein schlichter massiver Barockbau mit reizvollem Portal, die Scheune verbrettert | 09274033 |
| Weitere Bilder                          | Kirche und Kirchhof Niederoderwitz (Sachgesamtheit) | Kirchstraße 15, 17 (Karte)                                                                            | 18./19. Jahrhundert                                                       | Sachgesamtheit Kirche und Kirchhof Niederoderwitz mit folgenden Einzeldenkmalen: Dorfkirche und einzelne Grabmale (siehe Einzeldenkmal 09274034) und Göhlsches Grufthaus (siehe Einzeldenkmal 09274035) sowie den Sachgesamtheitsteilen Kirchhof (Gartendenkmal) mit Einfriedung, Feierhalle (Kirchstraße 15), dem Torhaus an der Straße der Republik und dem Zugang mit Aussichtsplattform mit Steinbänken an der Kirchstraße; baugeschichtlich, künstlerisch und ortsgeschichtlich von Bedeutung, Kirchenbau und Grufthaus im Stil des Barock | 09301467 |
| Weitere Bilder                          | Evangelisch-Lutherische Kirche und Grabmäler des 18. und 19. Jahrhunderts, Denkmal für die Gefallenen des Ersten Weltkrieges und Denkmal für die Opfer des Faschismus (Einzeldenkmale zu ID-Nr. 09301467) | Kirchstraße 15, 17 (Karte)                                                                            | 1726 (Kirche); nach 1918 (Kriegerdenkmal)                                 | Einzeldenkmale der Sachgesamtheit Kirche und Kirchhof Niederoderwitz; baugeschichtlich, künstlerisch und ortsgeschichtlich von Bedeutung, der Kirchenbau im Stil des Barock | 09274034 |
|                                         | Göhlsches Grufthaus (Einzeldenkmal zu ID-Nr. 09301467) | Kirchstraße 15, 17 (auf dem Kirchhof) (Karte)                                                         | Um 1720                                                                   | Einzeldenkmal der Sachgesamtheit Kirche und Kirchhof Niederoderwitz; künstlerisch und ortsgeschichtlich von überregionaler Bedeutung, eines der repräsentativen barocken Grufthäuser der Lausitz | 09274035 |
| Direkt Bild zu diesem Denkmal hochladen | Kretscham | Kirchstraße 18, 20 (Karte)                                                                            | Bezeichnet mit 1690, mehrfach verändert (Gasthof); um 1850 (Nebengebäude) | Obergeschoss Fachwerk, massiver Erweiterungsbau aus den 1950er Jahren und Nebengebäude nördlich am Erweiterungsbau, baugeschichtlich und ortsgeschichtlich von Bedeutung, schönes Eingangsportal | 09274028 |
| Direkt Bild zu diesem Denkmal hochladen | Wohnhaus (Umgebinde) | Kirchstraße 21 (Karte)                                                                                | Im Kern vermutlich Mitte 19. Jahrhundert                                  | Baugeschichtlich von Bedeutung, eingeschossiges Umgebindehaus mit Drempel und Dachhecht | 09274031 |
| Direkt Bild zu diesem Denkmal hochladen | Ehemaliges Wohnstallhaus (Umgebinde) | Kirchstraße 23 (Karte)                                                                                | Im Kern nach Überlieferung 1. Hälfte 18. Jahrhundert                      | Baugeschichtlich von Bedeutung, Obergeschoss Fachwerk, Umgebinde mit kannelierten Säulen | 09274032 |
| Direkt Bild zu diesem Denkmal hochladen | Wohnhaus (Umgebinde) | Kirchstraße 29 (Karte)                                                                                | Vermutlich 1. Hälfte 19. Jahrhundert                                      | Baugeschichtlich von Bedeutung, Obergeschoss Fachwerk, für das Ortsbild wichtig | 09274030 |
| Weitere Bilder                          | Wohnhaus (Umgebinde) | Kirchstraße 31 (Karte)                                                                                | Vermutlich um 1850                                                        | Baugeschichtlich von Bedeutung, Doppelstubenhaus, Obergeschoss Fachwerk, schöner Granittürstock, für das Ortsbild wichtig | 09274027 |
| Direkt Bild zu diesem Denkmal hochladen | Wohnhaus (Umgebinde) | Mühlaue 1 (Karte)                                                                                     | Vermutlich um 1840                                                        | Baugeschichtlich von Bedeutung, Doppelstubenhaus, Obergeschoss Fachwerk verbrettert, ein Giebel verschiefert, Dachhecht | 09274103 |
| Direkt Bild zu diesem Denkmal hochladen | Wohnhaus (Umgebinde) | Mühlaue 3 (Karte)                                                                                     | Im Kern wohl um 1800; nach Hochwasser 1880/1881 neu errichtet             | Baugeschichtlich und sozialgeschichtlich von Bedeutung, kleines Wohnhaus, Obergeschoss Fachwerk verbrettert, in gutem Originalzustand erhalten | 09274105 |
| Direkt Bild zu diesem Denkmal hochladen | Wohnhaus (Umgebinde) | Mühlaue 4 (Karte)                                                                                     | Im Kern wohl noch 2. Hälfte 18. Jahrhundert                               | Baugeschichtlich von Bedeutung, Obergeschoss Fachwerk, Dachhecht, wichtig für das Ortsbild | 09274108 |
| Direkt Bild zu diesem Denkmal hochladen | Wohnhaus (Umgebinde) | Mühlaue 5 (Karte)                                                                                     | Vermutlich im Kern um 1800                                                | Baugeschichtlich von Bedeutung, Obergeschoss Fachwerk verschiefert, wichtig für das Ortsbild | 09274106 |
| Direkt Bild zu diesem Denkmal hochladen | Wohnhaus (Umgebinde) | Mühlaue 7 (Karte)                                                                                     | Bezeichnet mit 1867                                                       | Baugeschichtlich von Bedeutung, Obergeschoss Fachwerk | 09274104 |
| Direkt Bild zu diesem Denkmal hochladen | Wohnhaus (Umgebinde) | Mühlaue 9 (Karte)                                                                                     | Vermutlich im Kern um 1800                                                | Baugeschichtlich von Bedeutung, Obergeschoss Fachwerk verkleidet, für das Ortsbild wichtig | 09274107 |
| Direkt Bild zu diesem Denkmal hochladen | Türstock eines Wohnhauses | Mühlaue 17 (Karte)                                                                                    | Bezeichnet mit 1740                                                       | Künstlerisch-handwerklich von Bedeutung, Holztürstock, ehemals mit barocker Eingangstür | 09274109 |
| Direkt Bild zu diesem Denkmal hochladen | Wohnhaus (Umgebinde) als Rest einer Mühle | Mühlaue 19 (Karte)                                                                                    | Im Kern vermutlich um 1800                                                | Baugeschichtlich, ortsgeschichtlich und hausgeschichtlich von Bedeutung, eingeschossiges Umgebindehaus mit Dachhecht | 09274110 |
| Direkt Bild zu diesem Denkmal hochladen | Forsthaus; Wohnhaus (Umgebinde) | Neufeldenstraße 4 (Karte)                                                                             | Bezeichnet mit 1793                                                       | Baugeschichtlich und ortsgeschichtlich von Bedeutung, Umgebinde mit Profilsäulen, Obergeschoss Fachwerk aufwendig verbrettert, singulärer ornamentaler Türstock (ohne vergleichbares Beispiel in der Südlausitz) von künstlerisch-handwerklicher Bedeutung | 09274153 |
| Direkt Bild zu diesem Denkmal hochladen | Wohnhaus (Umgebinde) | Neufeldenstraße 8 (Karte)                                                                             | Vermutlich 1. Hälfte 19. Jahrhundert                                      | Baugeschichtlich von Bedeutung, im Ort ohne Gegenstück, Obergeschoss Fachwerk verbrettert, Umgebinde mit kannelierten Säulen | 09274154 |
| Direkt Bild zu diesem Denkmal hochladen | Wohnstallhaus (Umgebinde) eines Bauernhofes | Oberherwigsdorfer Straße 3 (Karte)                                                                    | Vermutlich um 1830/1840                                                   | Baugeschichtlich von Bedeutung, stattliches Wohnstallhaus, Obergeschoss Fachwerk, schöner Granittürstock | 09274056 |
| Direkt Bild zu diesem Denkmal hochladen | Wohnhaus (Umgebinde) | Oberherwigsdorfer Straße 5 (Karte)                                                                    | Vermutlich 1. Hälfte 19. Jahrhundert                                      | Baugeschichtlich von Bedeutung, Doppelstubenhaus, Obergeschoss Fachwerk verkleidet, schöner Dachhecht, wichtig für das Ortsbild (Sichtbeziehung) | 09274140 |
| Direkt Bild zu diesem Denkmal hochladen | Wohnhaus (Umgebinde) | Oberherwigsdorfer Straße 6 (Karte)                                                                    | Im Kern vermutlich Mitte 18. Jahrhundert                                  | Baugeschichtlich von Bedeutung, an markanter Straßenkurve gelegen, zum Teil mit Kreuzstrebenfachwerk, Obergeschoss Fachwerk teilweise verbrettert, wichtig für das Ortsbild (Blickbeziehung) | 09274141 |
| Direkt Bild zu diesem Denkmal hochladen | Wohnstallhaus (Umgebinde) | Oberherwigsdorfer Straße 7 (Karte)                                                                    | Vermutlich im Kern um 1800                                                | Baugeschichtlich von Bedeutung, Obergeschoss Fachwerk, breites Umgebinde mit kannelierten Säulen, ortsbildprägender Blickfang in der Straßenbiegung | 09274147 |
| Direkt Bild zu diesem Denkmal hochladen | Wohnhaus (Umgebinde) | Oberherwigsdorfer Straße 10 (Karte)                                                                   | Vermutlich 1. Hälfte 19. Jahrhundert                                      | Baugeschichtlich von Bedeutung, Obergeschoss Fachwerk verbrettert, wichtig für das Ortsbild (Sichtbeziehung) | 09274145 |
| Direkt Bild zu diesem Denkmal hochladen | Ehemaliges Wohnstallhaus (Umgebinde) | Oberherwigsdorfer Straße 11 (Karte)                                                                   | Vermutlich im Kern Mitte 19. Jahrhundert                                  | Baugeschichtlich von Bedeutung, Obergeschoss Fachwerk verkleidet, mit später angebautem Fachwerkerker, durch hohe Lage für das Ortsbild (Blickbeziehung) wichtig | 09274150 |
| Direkt Bild zu diesem Denkmal hochladen | Wohnhaus (Umgebinde) | Oberherwigsdorfer Straße 14 (Karte)                                                                   | 1825                                                                      | Baugeschichtlich von Bedeutung, Obergeschoss Fachwerk, in ortsbildprägender Hanglage (Blickfang) | 09274144 |
| Direkt Bild zu diesem Denkmal hochladen | Wohnhaus (Umgebinde) | Oberherwigsdorfer Straße 16 (Karte)                                                                   | Vermutlich frühes 19. Jahrhundert                                         | Baugeschichtlich von Bedeutung, Obergeschoss Fachwerk, Umgebinde mit kannelierten Säulen | 09274143 |
| Direkt Bild zu diesem Denkmal hochladen | Wohnhaus (Umgebinde) | Oberherwigsdorfer Straße 18 (Karte)                                                                   | Im Kern wohl um 1800                                                      | Baugeschichtlich von Bedeutung, Obergeschoss Fachwerk | 09274142 |
| Direkt Bild zu diesem Denkmal hochladen | Wohnhaus (Umgebinde) | Oberherwigsdorfer Straße 20 (Karte)                                                                   | Vermutlich im Kern um 1800                                                | Baugeschichtlich von Bedeutung, Doppelstubenhaus, Obergeschoss Fachwerk verkleidet, wichtig für das Ortsbild (Sichtbeziehungen) | 09274148 |
| Direkt Bild zu diesem Denkmal hochladen | Wohnhaus (Umgebinde) | Oberherwigsdorfer Straße 22 (Karte)                                                                   | Vermutlich Ende 18. Jahrhundert                                           | Baugeschichtlich von Bedeutung, Obergeschoss Fachwerk | 09274149 |
|                                         | Ehemaliges Wohnstallhaus (Umgebinde), Rest eines Dreiseithofes | Oberherwigsdorfer Straße 38 (Karte)                                                                   | 2. Hälfte 19. Jahrhundert                                                 | Baugeschichtlich von Bedeutung, Obergeschoss teilweise Fachwerk, Giebelseite verbrettert | 09274138 |
| Direkt Bild zu diesem Denkmal hochladen | Wohnstallhaus (Umgebinde) | Rosa-Luxemburg-Straße 1 (Karte)                                                                       | Vermutlich 1. Hälfte 19. Jahrhundert                                      | Baugeschichtlich von Bedeutung, Obergeschoss Fachwerk auch über dem massiven Teil, Dachhecht, wichtig für das Ortsbild | 09274063 |
| Direkt Bild zu diesem Denkmal hochladen | Wohnhaus | Rosa-Luxemburg-Straße 2 (Karte)                                                                       | Bezeichnet mit 1787                                                       | Wohl einst Faktorei, Umgebindehaus, Obergeschoss Fachwerk, repräsentatives Eingangsportal mit vorliegender Treppe und Weg mit Sandsteinplatten, dazu die Garten-Einfriedung mit Sandsteinsäulen; im parkähnlichen Garten achteckiger hölzerner Pavillon mit schiefergedeckter Glockenhaube; als eines der schönsten Anwesen des Ortes baugeschichtlicher Wert | 09274064 |
| Direkt Bild zu diesem Denkmal hochladen | Wohnhaus (Umgebinde) | Rosa-Luxemburg-Straße 8 (Karte)                                                                       | Im Kern vermutlich 1. Hälfte 19. Jahrhundert                              | Baugeschichtlich von Bedeutung, Obergeschoss Fachwerk aufwendig verbrettert, Umgebinde mit kannelierten Säulen | 09274065 |
| Direkt Bild zu diesem Denkmal hochladen | Wohnhaus (Umgebinde) | Rosa-Luxemburg-Straße 10 (Karte)                                                                      | Im Kern vermutlich 1. Hälfte 19. Jahrhundert                              | Baugeschichtlich von Bedeutung, Obergeschoss Fachwerk verkleidet, Umgebinde mit kannelierten Säulen | 09274066 |
| Direkt Bild zu diesem Denkmal hochladen | Wohnhaus (Umgebinde) | Rosa-Luxemburg-Straße 15 (Karte)                                                                      | Bezeichnet mit 1863                                                       | Baugeschichtlich von Bedeutung, Doppelstubenhaus, Obergeschoss Fachwerk, Umgebinde mit kannelierten Säulen, Dachhecht, schöner Granittürstock | 09274067 |
| Direkt Bild zu diesem Denkmal hochladen | Wohnhaus (Umgebinde) | Rosa-Luxemburg-Straße 16 (Karte)                                                                      | Vermutlich um 1840/1850                                                   | Baugeschichtlich von Bedeutung, Doppelstubenhaus, Umgebinde mit kannelierten Säulen, Obergeschoss Fachwerk verbrettert, Giebel verschiefert | 09274069 |
| Direkt Bild zu diesem Denkmal hochladen | Wohnhaus (Umgebinde) | Rosa-Luxemburg-Straße 17 (Karte)                                                                      | Vermutlich Ende 18. Jahrhundert                                           | Baugeschichtlich von Bedeutung, Doppelstubenhaus, Obergeschoss Fachwerk | 09274068 |
| Direkt Bild zu diesem Denkmal hochladen | Wohnhaus (Umgebinde), früher Bäckerei | Rosa-Luxemburg-Straße 18 (Karte)                                                                      | Etwa um 1850                                                              | Baugeschichtlich von Bedeutung, Obergeschoss Fachwerk, wichtig für das Ortsbild und als Blickbeziehung | 09274070 |
| Direkt Bild zu diesem Denkmal hochladen | Wohnhaus (Umgebinde) | Rosa-Luxemburg-Straße 20 (Karte)                                                                      | Vermutlich um 1850, im Kern eventuell älter                               | Baugeschichtlich von Bedeutung, Doppelstubenhaus, Obergeschoss Fachwerk, schöner Granittürstock, für das Ortsbild wichtig | 09274073 |
|                                         | Wohnhaus (Umgebinde) eines Vierseithofes | Rosa-Luxemburg-Straße 23 (Karte)                                                                      | Vermutlich im Kern nach 1750, mehrfach verändert                          | Baugeschichtlich von Bedeutung, ursprünglich Bauernwirtschaft, später Brennerei, Gasthof und Fleischerei, Umgebinde mit kannelierten Säulen, Obergeschoss Fachwerk, Dachhecht | 09274071 |
| Direkt Bild zu diesem Denkmal hochladen | Wohnhaus (Umgebinde) | Rosa-Luxemburg-Straße 25 (Karte)                                                                      | Vermutlich frühes 19. Jahrhundert                                         | Baugeschichtlich von Bedeutung, Obergeschoss Fachwerk, Giebel verschiefert, wichtig für das Ortsbild (Sichtbeziehung) | 09274072 |
| Direkt Bild zu diesem Denkmal hochladen | Wohnhaus (Umgebinde) | Rosa-Luxemburg-Straße 26 (Karte)                                                                      | Im Kern 18. Jahrhundert                                                   | Baugeschichtlich von Bedeutung, Obergeschoss Fachwerk, Giebel verbrettert, Umgebinde mit kannelierten Säulen | 09274075 |
| Direkt Bild zu diesem Denkmal hochladen | Wohnhaus (Umgebinde) | Rosa-Luxemburg-Straße 29 (Karte)                                                                      | Vermutlich um 1850                                                        | Baugeschichtlich von Bedeutung, Obergeschoss Fachwerk, Giebel verschiefert | 09274074 |
| Direkt Bild zu diesem Denkmal hochladen | Wohnhaus (Umgebinde) | Rosa-Luxemburg-Straße 33 (Karte)                                                                      | Bezeichnet mit 1866                                                       | Baugeschichtlich von Bedeutung, ehemalige Faktorei, Obergeschoss Fachwerk, schöner Türstock, wichtig für das Ortsbild | 09274076 |
| Direkt Bild zu diesem Denkmal hochladen | Wohnhaus (Umgebinde) | Scheringerstraße 3 (Karte)                                                                            | Vermutlich im Kern Ende 18. Jahrhundert                                   | Baugeschichtlich von Bedeutung, eingeschossiges Umgebindehaus, Umgebinde mit kannelierten Säulen, ortsbildprägend | 09274152 |
| Direkt Bild zu diesem Denkmal hochladen | Wohnhaus | Scheringerstraße 5 (Karte)                                                                            | Bezeichnet mit 1857                                                       | Baugeschichtlich von Bedeutung, stattliches massives Gebäude, schöner Granittürstock, im Giebel Rundbogenfenstergruppe, durch markante Lage ortsbildbestimmend | 09274156 |
| Weitere Bilder                          | Zentralschule | Scheringerstraße 11 (Karte)                                                                           | 1927                                                                      | Baugeschichtlich und ortsgeschichtlich von Bedeutung, funktional moderner Bau in Anlehnung an die Seifhennersdorfer Webschule im Heimatstil | 09274155 |
| Direkt Bild zu diesem Denkmal hochladen | Luther-Gedenkstein und Linde mit Jahreszahl (links daneben) | Schulstraße (gegenüber der Schule, Schulstraße Nr. 9) (Karte)                                         | 1933                                                                      | Ortsgeschichtlich von Bedeutung | 09274165 |
| Direkt Bild zu diesem Denkmal hochladen | Wohnhaus (Umgebinde) | Schulstraße 1 (Karte)                                                                                 | Ende 19. Jahrhundert                                                      | Baugeschichtlich von Bedeutung, Obergeschoss Fachwerk, durch freie Lage stark ortsbildbestimmend | 09274158 |
| Direkt Bild zu diesem Denkmal hochladen | Wohnhaus (Umgebinde) | Schulstraße 4 (Karte)                                                                                 | Im Kern vermutlich um 1800, später verändert                              | Baugeschichtlich von Bedeutung, Doppelstubenhaus, Obergeschoss Fachwerk | 09274159 |
| Weitere Bilder                          | Wohnhaus (Umgebinde) | Schulstraße 5 (Karte)                                                                                 | Bezeichnet mit 1859                                                       | Baugeschichtlich von Bedeutung, schönes Eingangsportal, Obergeschoss Fachwerk verkleidet, Umgebinde mit kannelierten Säulen, verzierte und datierte Fledermausgaupen | 09274162 |
| Weitere Bilder                          | Rüffer-Villa | Schulstraße 6 (Karte)                                                                                 | 1902                                                                      | Aufwendiges Fachwerk mit Umgebindekonstruktion, historisierend mit Jugendstilelementen (Erker, offene Veranden, Türmchen), von einem Arzt errichtet, ortsbildbestimmend, baugeschichtlich von Bedeutung | 09274160 |
| Direkt Bild zu diesem Denkmal hochladen | Wohnhaus (Umgebinde) | Schulstraße 7 (Karte)                                                                                 | Vermutlich Mitte 19. Jahrhundert                                          | Baugeschichtlich von Bedeutung, Doppelstubenhaus, Obergeschoss Fachwerk verbrettert, Umgebinde mit kannelierten Säulen | 09274163 |
| Direkt Bild zu diesem Denkmal hochladen | Wohnhaus (Umgebinde) | Schulstraße 10 (Karte)                                                                                | Vermutlich um 1860                                                        | Baugeschichtlich von Bedeutung, Umgebinde mit kannelierten Säulen, Obergeschoss Fachwerk verschiefert | 09274161 |
| Direkt Bild zu diesem Denkmal hochladen | Scheune eines Bauernhofes | Schulstraße 11 (Karte)                                                                                | 18. Jahrhundert                                                           | Baugeschichtlich und wirtschaftsgeschichtlich von Bedeutung, Kreuzstrebenfachwerk | 09301483 |
| Direkt Bild zu diesem Denkmal hochladen | Wohnhaus (Umgebinde) | Schulstraße 12 (Karte)                                                                                | Bezeichnet mit 1837                                                       | Baugeschichtlich von Bedeutung, Obergeschoss Fachwerk, Umgebinde mit Profilsäulen, schönes Eingangsportal (Granittürstock), durch Hanglage ortsbildbestimmend (Blickfang) | 09274164 |
| Direkt Bild zu diesem Denkmal hochladen | Wohnhaus (Umgebinde) | Schulstraße 18 (Karte)                                                                                | Bezeichnet mit 1730 (Eingangsportal)                                      | Baugeschichtlich, sozialgeschichtlich und ortsgeschichtlich von Bedeutung, stattliches Wohnhaus, prächtig verziertes barockes Eingangsportal (bezeichnet mit 1730), Obergeschoss Fachwerk mit K-Streben, beeindruckende Dachlandschaft mit Fledermausgaupen, durch Hanglage stark ortsbildbestimmend, eines der imposantesten Faktorenhäuser der Südlausitz | 09274166 |
| Direkt Bild zu diesem Denkmal hochladen | Wohnhaus (Umgebinde) | Spitzkunnersdorfer Weg 3 (Karte)                                                                      | Vermutlich um 1800                                                        | Baugeschichtlich von Bedeutung, Doppelstubenhaus, Obergeschoss Fachwerk, Umgebinde mit kannelierten Säulen | 09274169 |
| Direkt Bild zu diesem Denkmal hochladen | Straßenbrücke über das Spitzkunnersdorfer Wasser | Straße der Republik (B 96, km 9,16) (Karte)                                                           | 19. Jahrhundert                                                           | Baugeschichtlich und verkehrsgeschichtlich von Bedeutung | 09301488 |
| Direkt Bild zu diesem Denkmal hochladen | Gasthof Landbergschenke und Wohnstallhaus (Umgebinde) | Straße der Republik 2 (Karte)                                                                         | Vermutlich um 1840                                                        | Baugeschichtlich von Bedeutung, Obergeschoss Fachwerk, wichtig für das Ortsbild | 09274193 |
| Direkt Bild zu diesem Denkmal hochladen | Wohnhaus (Umgebinde) | Straße der Republik 7 (Karte)                                                                         | Vermutlich im Kern Ende 18. Jahrhundert                                   | Baugeschichtlich von Bedeutung, Obergeschoss Fachwerk, teilweise verbrettert, Dachhecht, wichtig für das Ortsbild | 09274192 |
| Direkt Bild zu diesem Denkmal hochladen | Wohnstallhaus (Umgebinde) eines Bauernhofes | Straße der Republik 14 (Karte)                                                                        | Vermutlich 1. Hälfte 19. Jahrhundert                                      | Baugeschichtlich von Bedeutung, Obergeschoss Fachwerk verbrettert, ungewöhnlich breites Umgebinde mit kannelierten Säulen | 09274191 |
|                                         | Wohnhaus (Umgebinde) | Straße der Republik 20 (Karte)                                                                        | Bezeichnet mit 1862 (im Keilstein) und 1865 (im Türstock)                 | Baugeschichtlich von Bedeutung, Obergeschoss Fachwerk, ungewöhnlich breites Umgebinde, schöner Türstock, wichtig für das Ortsbild | 09274189 |
|                                         | Wohnhaus (Umgebinde) mit massivem Anbau | Straße der Republik 21 (Karte)                                                                        | Vermutlich um 1870                                                        | Baugeschichtlich von Bedeutung, Obergeschoss Fachwerk, schöner Türstock, wichtig für das Ortsbild, ehemaliges Faktorenhaus, straßenbildprägende Anbauten (Erker, Loggia) | 09274188 |
| Direkt Bild zu diesem Denkmal hochladen | Wohnhaus (Umgebinde) und Gartenlaube | Straße der Republik 30 (Karte)                                                                        | Bezeichnet mit 1872 (im Dachhecht und Türsturz); um 1900 (Laube)          | Gut erhaltenes Umgebindehaus von baugeschichtlicher und ortsbildprägender Bedeutung, Obergeschoss Fachwerk, Dachhecht, ungewöhnlich breites Umgebinde, schöner Türstock | 09274187 |
| Direkt Bild zu diesem Denkmal hochladen | Wohnhaus (Umgebinde) | Straße der Republik 33 (Karte)                                                                        | Vermutlich um 1850                                                        | Baugeschichtlich von Bedeutung, Doppelstubenhaus, Obergeschoss Fachwerk, ortsbildprägende Lage | 09274182 |
| Direkt Bild zu diesem Denkmal hochladen | Villa mit Einfriedung | Straße der Republik 35 (Karte)                                                                        | Um 1900                                                                   | Baugeschichtlich von Bedeutung, ein Gründerzeithaus, Hauptansicht durch Seitenrisalit betont | 09272117 |
| Direkt Bild zu diesem Denkmal hochladen | Wohnhaus (Umgebinde) | Straße der Republik 44 (Karte)                                                                        | Im Kern vermutlich um 1800                                                | Baugeschichtlich von Bedeutung, Obergeschoss Fachwerk, Giebel verschiefert | 09274186 |
| Direkt Bild zu diesem Denkmal hochladen | Wohnhaus (Umgebinde) | Straße der Republik 46 (Karte)                                                                        | Im Kern vermutlich um 1800                                                | Baugeschichtlich von Bedeutung, Obergeschoss Fachwerk verschiefert, Umgebinde mit kannelierten Säulen, wichtig für das Ortsbild | 09274185 |
| Weitere Bilder                          | Wohnhaus (Umgebinde) | Straße der Republik 49 (Karte)                                                                        | Vermutlich 1. Hälfte 19. Jahrhundert                                      | Baugeschichtlich von Bedeutung, Doppelstubenhaus, Obergeschoss Fachwerk, Umgebinde mit kannelierten Säulen, schöner Granittürstock, Dachhecht, wichtig für das Ortsbild und als Blickfang gegenüber dem Kirchhof | 09274179 |
| Direkt Bild zu diesem Denkmal hochladen | Gemeindeamt | Straße der Republik 54 (Karte)                                                                        | 1919/1920                                                                 | Ortsgeschichtlich und baugeschichtlich von Bedeutung, ein Bau im Heimatstil, interessantes Treppenhaus | 09274184 |
| Direkt Bild zu diesem Denkmal hochladen | Wohnhaus (Umgebinde) | Straße der Republik 56 (Karte)                                                                        | Vermutlich um 1850                                                        | Baugeschichtlich von Bedeutung, Obergeschoss Fachwerk, ungewöhnlich breites Umgebinde, wichtig für das Ortsbild | 09274181 |
| Direkt Bild zu diesem Denkmal hochladen | Wohnhaus | Straße der Republik 58 (Karte)                                                                        | Bezeichnet mit 1924 (auf Haustür)                                         | Baugeschichtlich von Bedeutung, im Heimatstil, mit schöner Eingangstür | 09274183 |
| Direkt Bild zu diesem Denkmal hochladen | Wohnhaus (Umgebinde) | Straße der Republik 60 (Karte)                                                                        | Vermutlich 2. Hälfte 19. Jahrhundert                                      | Baugeschichtlich von Bedeutung, Obergeschoss Fachwerk, Giebel ornamental verschiefert | 09274180 |
| Direkt Bild zu diesem Denkmal hochladen | Fabrikantenvilla | Straße der Republik 61 (Karte)                                                                        | Vermutlich 1870 (bezeichnet am Wirtschaftsteil)                           | Baugeschichtlich und ortsgeschichtlich von Bedeutung, ortsbildprägend mit spätklassizistischen Anklängen und reichem Bauschmuck | 09274176 |
| Weitere Bilder                          | Fabrikantenvilla mit parkartigem Garten | Straße der Republik 65 (Karte)                                                                        | 1899                                                                      | Baugeschichtlich und gartenkünstlerisch von Bedeutung, historisierend, reicher plastischer Bauschmuck, straßenbildprägender Mittelrisalit mit großer Loggia an der Straßenfassade | 09274015 |
|                                         | Wohnhaus (Umgebinde) | Straße der Republik 66 (Karte)                                                                        | Vermutlich 2. Hälfte 19. Jahrhundert                                      | Baugeschichtlich von Bedeutung, Obergeschoss Fachwerk, schöner Granittürstock, wichtig für das Ortsbild nahe dem Kirchhof, ehemalige Faktorei | 09274177 |
| Weitere Bilder                          | Gasthaus mit Saalanbau (Neuer Kretscham) | Straße der Republik 70 (Karte)                                                                        | Um 1880/1890                                                              | Baugeschichtlich und ortsgeschichtlich von Bedeutung, ortsbildprägend, historistischer Bau mit originaler Putzgliederung | 09301484 |
|                                         | Wohnhaus (Umgebinde) | Straße der Republik 76 (Karte)                                                                        | Vermutlich um 1870                                                        | Baugeschichtlich von Bedeutung, Obergeschoss Fachwerk, schöner Granittürstock, Dachhecht | 09274016 |
| Direkt Bild zu diesem Denkmal hochladen | Transformatorenturm | Straße der Republik 78 (Karte)                                                                        | Um 1910                                                                   | Technikgeschichtlich von Bedeutung, ein Klinkerbau | 09300137 |
|                                         | Wohnhaus (Umgebinde) | Straße der Republik 82 (Karte)                                                                        | Vermutlich um 1850                                                        | Baugeschichtlich von Bedeutung, Obergeschoss Fachwerk zum Teil verbrettert | 09274017 |
| Weitere Bilder                          | Wohnhaus (Umgebinde) | Straße der Republik 83 (Karte)                                                                        | Vermutlich 1. Hälfte 19. Jahrhundert                                      | Baugeschichtlich von Bedeutung, ungewöhnlich breites Umgebinde mit Profilsäulen, für das Ortsbild und als Blickfang wichtig | 09274019 |
| Weitere Bilder                          | Wohnhaus (Umgebinde) | Straße der Republik 86 (Karte)                                                                        | Vermutlich um 1870                                                        | Baugeschichtlich von Bedeutung, Doppelstubenhaus, Obergeschoss Fachwerk, schöner Granittürstock, für das Ortsbild wichtig | 09274018 |
| Weitere Bilder                          | Wohnhaus (Umgebinde) | Straße der Republik 87 (Karte)                                                                        | Nach 1850                                                                 | Baugeschichtlich von Bedeutung, Obergeschoss Fachwerk verschiefert | 09274021 |
| Direkt Bild zu diesem Denkmal hochladen | Wohnhaus (Umgebinde) | Straße der Republik 91 (Karte)                                                                        | Vermutlich um 1870                                                        | Baugeschichtlich von Bedeutung, Obergeschoss Fachwerk, Umgebinde mit Profilsäulen | 09274022 |
| Direkt Bild zu diesem Denkmal hochladen | Fabrikantenvilla mit Einfriedung | Straße der Republik 95 (Karte)                                                                        | Bezeichnet mit 1893                                                       | Ortsgeschichtlich und baugeschichtlich von Bedeutung, im Stil der Neorenaissance, straßenbildprägender Volutengiebel | 09274023 |
| Direkt Bild zu diesem Denkmal hochladen | Verwaltungsbau einer Fabrik | Straße der Republik 97 (Karte)                                                                        | Um 1900                                                                   | Ortsgeschichtlich von Bedeutung, ein Gründerzeitgebäude | 09274024 |
| Direkt Bild zu diesem Denkmal hochladen | Wohnhaus (Umgebinde) | Talweg 2 (Karte)                                                                                      | Vermutlich nach 1850                                                      | Baugeschichtlich von Bedeutung, Doppelstubenhaus, Obergeschoss Fachwerk, Umgebinde mit kannelierten Säulen, schöne Eingangstür, Dachhecht, wichtig für das Ortsbild (Sichtbeziehung) | 09273966 |
| Direkt Bild zu diesem Denkmal hochladen | Wohnhaus (Umgebinde) | Talweg 3 (Karte)                                                                                      | 1824                                                                      | Baugeschichtlich von Bedeutung, selteneres eingeschossiges Umgebindehaus mit Drempel, Dachhecht | 09273967 |
| Direkt Bild zu diesem Denkmal hochladen | Wohnhaus (Umgebinde) | Talweg 4 (Karte)                                                                                      | Im Kern vermutlich 2. Hälfte 19. Jahrhundert                              | Baugeschichtlich von Bedeutung, Doppelstubenhaus, Obergeschoss Fachwerk | 09273968 |
| Direkt Bild zu diesem Denkmal hochladen | Wohnhaus (Umgebinde) | Talweg 5 (Karte)                                                                                      | Vermutlich nach 1850                                                      | Baugeschichtlich von Bedeutung, Obergeschoss Fachwerk verkleidet, ungewöhnlich breites Umgebinde | 09273969 |
| Direkt Bild zu diesem Denkmal hochladen | Wohnhaus (Umgebinde) | Talweg 8 (Karte)                                                                                      | Vermutlich um 1800, später verändert                                      | Baugeschichtlich von Bedeutung, Doppelstubenhaus, Umgebinde mit kannelierten Säulen, Obergeschoss Fachwerk, Giebel zweifarbig verschiefert | 09273970 |
| Direkt Bild zu diesem Denkmal hochladen | Wohnhaus (Umgebinde) | Talweg 9 (Karte)                                                                                      | Vermutlich um 1860                                                        | Baugeschichtlich von Bedeutung, Doppelstubenhaus, Obergeschoss Fachwerk | 09273971 |
| Direkt Bild zu diesem Denkmal hochladen | Wohnhaus (Umgebinde) | Thomas-Müntzer-Weg 5 (Karte)                                                                          | Vermutlich 1. Hälfte 19. Jahrhundert                                      | Baugeschichtlich von Bedeutung, Doppelstubenhaus, Obergeschoss Fachwerk, wichtig für das Ortsbild (Sichtbeziehung) | 09274172 |
| Direkt Bild zu diesem Denkmal hochladen | Wohnhaus (Umgebinde) | Untere Dorfstraße 3 (Karte)                                                                           | Vermutlich 1. Hälfte 19. Jahrhundert                                      | Baugeschichtlich von Bedeutung, Obergeschoss Fachwerk verschiefert, Giebel verbrettert | 09274078 |
| Direkt Bild zu diesem Denkmal hochladen | Ehemaliges Wohnstallhaus (Umgebinde) | Untere Dorfstraße 4 (Karte)                                                                           | Um 1800                                                                   | Baugeschichtlich von Bedeutung, Obergeschoss Fachwerk, ungewöhnlich breites Umgebinde, wichtig für das Ortsbild | 09274079 |
| Direkt Bild zu diesem Denkmal hochladen | Wohnhaus (Umgebinde) | Untere Dorfstraße 5 (Karte)                                                                           | Vermutlich um 1800                                                        | Baugeschichtlich und ortsgeschichtlich von Bedeutung, im 19. Jahrhundert Winkelschule, Obergeschoss Fachwerk, wichtig für das Ortsbild | 09274082 |
| Direkt Bild zu diesem Denkmal hochladen | Wohnhaus (Umgebinde) | Untere Dorfstraße 10 (Karte)                                                                          | Vermutlich um 1860                                                        | Baugeschichtlich von Bedeutung, Obergeschoss Fachwerk, straßenbildprägend | 09274080 |
| Weitere Bilder                          | Gedenkstein für die Opfer der Hochwasser-Katastrophe vom 14. Juni 1880 | Untere Dorfstraße 10 (gegenüber) (Karte)                                                              | Vermutlich 1880                                                           | Ortsgeschichtlich von Bedeutung (Gedenkstein erneuert) | 09274081 |
| Direkt Bild zu diesem Denkmal hochladen | Wohnhaus (Umgebinde) | Untere Dorfstraße 11 (Karte)                                                                          | Vermutlich frühes 19. Jahrhundert                                         | Baugeschichtlich von Bedeutung, Doppelstubenhaus, Obergeschoss Fachwerk, Giebel verbrettert, Umgebinde mit kannelierten Säulen | 09274146 |
| Direkt Bild zu diesem Denkmal hochladen | Wohnhaus (Umgebinde) | Untere Dorfstraße 14 (Karte)                                                                          | Bezeichnet mit 1895                                                       | Baugeschichtlich von Bedeutung, Obergeschoss Fachwerk, Dachhecht, wichtig für das Ortsbild und als Blickfang | 09274083 |
| Direkt Bild zu diesem Denkmal hochladen | Wohnhaus (Umgebinde) | Untere Dorfstraße 15 (Karte)                                                                          | Im Kern älter (frühes 19. Jahrhundert)                                    | Baugeschichtlich von Bedeutung, Doppelstubenhaus, Obergeschoss Fachwerk, ungewöhnlich weiter Dachüberstand, hübsche Fledermausgaube, ortsbildprägender Blickfang | 09274089 |
| Direkt Bild zu diesem Denkmal hochladen | Wohnhaus (Umgebinde) | Untere Dorfstraße 16 (Karte)                                                                          | 1837                                                                      | Baugeschichtlich von Bedeutung, Doppelstubenhaus, Obergeschoss Fachwerk, für das Ortsbild wichtig | 09274084 |
| Direkt Bild zu diesem Denkmal hochladen | Wohnhaus (Umgebinde) | Untere Dorfstraße 17 (Karte)                                                                          | Vermutlich im Kern 2. Hälfte 18. Jahrhundert                              | Baugeschichtlich von Bedeutung, Obergeschoss Fachwerk, Umgebinde mit kannelierten Säulen | 09274090 |
| Direkt Bild zu diesem Denkmal hochladen | Wohnhaus (Umgebinde) | Untere Dorfstraße 20 (Karte)                                                                          | Bezeichnet mit 1881, im Kern vermutlich älter                             | Baugeschichtlich von Bedeutung, Obergeschoss Fachwerk, Giebel verschiefert, Dachhecht | 09274085 |
| Direkt Bild zu diesem Denkmal hochladen | Wohnhaus (Umgebinde) | Untere Dorfstraße 25 (Karte)                                                                          | Nach 1860, anstelle eines abgebrannten Vorgängerbaus                      | Baugeschichtlich von Bedeutung, Obergeschoss Fachwerk verbrettert | 09274100 |
| Direkt Bild zu diesem Denkmal hochladen | Wohnhaus (Umgebinde) | Untere Dorfstraße 28 (Karte)                                                                          | Vermutlich noch 1. Hälfte 19. Jahrhundert                                 | Baugeschichtlich von Bedeutung, Obergeschoss Fachwerk verkleidet | 09274086 |
| Direkt Bild zu diesem Denkmal hochladen | Wohnhaus (Umgebinde) | Untere Dorfstraße 30 (Karte)                                                                          | Vermutlich um 1830/1840                                                   | Baugeschichtlich von Bedeutung, Obergeschoss Fachwerk, wichtig für das Ortsbild (Sichtbeziehung) | 09274087 |
| Direkt Bild zu diesem Denkmal hochladen | Wohnhaus (Umgebinde) | Untere Dorfstraße 34 (Karte)                                                                          | 1791                                                                      | Baugeschichtlich und ortsgeschichtlich von Bedeutung, Obergeschoss Fachwerk, wichtig für das Ortsbild (Sichtbeziehung), ehemaliges Gasthaus und Fleischerei, früher Brauerei | 09274088 |
| Direkt Bild zu diesem Denkmal hochladen | Wohnhaus, ehemalige Schule | Untere Dorfstraße 36 (Karte)                                                                          | 1846                                                                      | Ortsgeschichtlich von Bedeutung, für das Ortsbild wichtig, ehemalige Alte Schule für das Niederdorf im spätklassizistischen Stil | 09274091 |
| Direkt Bild zu diesem Denkmal hochladen | Wohnstallhaus (Umgebinde) | Untere Dorfstraße 40 (Karte)                                                                          | Vermutlich nach 1800                                                      | Baugeschichtlich von Bedeutung, Obergeschoss Fachwerk | 09274092 |
| Direkt Bild zu diesem Denkmal hochladen | Wohnhaus (Umgebinde) | Untere Dorfstraße 42 (Karte)                                                                          | Vermutlich 1. Hälfte 19. Jahrhundert                                      | Baugeschichtlich von Bedeutung, Obergeschoss Fachwerk | 09274093 |
| Direkt Bild zu diesem Denkmal hochladen | Wohnhaus (Umgebinde) | Untere Dorfstraße 44 (Karte)                                                                          | Vermutlich noch 1. Hälfte 19. Jahrhundert                                 | Baugeschichtlich von Bedeutung, Obergeschoss Fachwerk verbrettert | 09274094 |
| Direkt Bild zu diesem Denkmal hochladen | Wohnstallhaus (Umgebinde) | Untere Dorfstraße 46 (Karte)                                                                          | Bezeichnet mit 1799                                                       | Baugeschichtlich von Bedeutung, schönes Eingangsportal, Umgebinde mit kannelierten Säulen, Obergeschoss Fachwerk verschiefert | 09274095 |
| Direkt Bild zu diesem Denkmal hochladen | Wohnhaus (Umgebinde) | Untere Dorfstraße 48 (Karte)                                                                          | Im Kern 1. Hälfte 18. Jahrhundert, stark modernisiert                     | Baugeschichtlich von Bedeutung, Obergeschoss Fachwerk, für das Ortsbild wichtig | 09274096 |
| Direkt Bild zu diesem Denkmal hochladen | Wohnhaus (Umgebinde) | Untere Dorfstraße 50 (Karte)                                                                          | Im Kern 1. Hälfte 18. Jahrhundert                                         | Baugeschichtlich von Bedeutung, Obergeschoss Fachwerk, Dachhecht, Umgebinde mit kannelierten Säulen | 09274097 |
| Direkt Bild zu diesem Denkmal hochladen | Wohnhaus (Umgebinde) | Untere Dorfstraße 52 (Karte)                                                                          | Eventuell Mitte 19. Jahrhundert                                           | Baugeschichtlich von Bedeutung, Obergeschoss Fachwerk, wichtig für das Ortsbild | 09274098 |
| Direkt Bild zu diesem Denkmal hochladen | Wohnhaus (Umgebinde) | Untere Dorfstraße 56 (Karte)                                                                          | Vermutlich 2. Hälfte 18. Jahrhundert                                      | Baugeschichtlich von Bedeutung, Obergeschoss Fachwerk, Dachhecht | 09274099 |
| Direkt Bild zu diesem Denkmal hochladen | Wohnhaus (Umgebinde) | Untere Dorfstraße 64 (Karte)                                                                          | Vermutlich 2. Hälfte 19. Jahrhundert                                      | Baugeschichtlich von Bedeutung, Obergeschoss Fachwerk, Dachhecht | 09274101 |
| Direkt Bild zu diesem Denkmal hochladen | Wohnhaus (Umgebinde) | Untere Dorfstraße 66 (Karte)                                                                          | 1868                                                                      | Baugeschichtlich von Bedeutung, Obergeschoss Fachwerk teilweise verschiefert | 09274102 |

## Streichungen von der Denkmalliste
| Bild                                    | Bezeichnung          | Lage                            | Datierung                                    | Beschreibung | ID       |
| --------------------------------------- | -------------------- | ------------------------------- | -------------------------------------------- | --- | -------- |
| Direkt Bild zu diesem Denkmal hochladen | Wohnhaus (Umgebinde) | August-Bebel-Straße 3 (Karte)   | Vermutlich Mitte 19. Jahrhundert             | Baugeschichtlich von Bedeutung, Obergeschoss Fachwerk. Zwischen 2019 und 2024 aus der Denkmalliste gestrichen.                                                         | 09273996 |
| Direkt Bild zu diesem Denkmal hochladen | Wohnhaus (Umgebinde) | Im Grunde 4 (Karte)             | Im Kern vermutlich 1. Hälfte 19. Jahrhundert | Baugeschichtlich von Bedeutung, Obergeschoss Fachwerk verbrettert. Nach 2014 von der Denkmalliste gestrichen.                                                          | 09273998 |
| Direkt Bild zu diesem Denkmal hochladen | Wohnhaus             | Mühlaue 25 (Karte)              | Vermutlich im Kern 1. Hälfte 18. Jahrhundert | Baugeschichtlich von Bedeutung, ehemaliges Umgebindehaus, Obergeschoss Fachwerk, ehemals Kreuzstrebenfachwerk. Zwischen 2019 und 2024 aus der Denkmalliste gestrichen. | 09274111 |
| Direkt Bild zu diesem Denkmal hochladen | Wohnhaus (Umgebinde) | Straße der Republik 5 (Karte)   | Vermutlich Mitte 18. Jahrhundert             | Eingeschossig, baugeschichtlich von Bedeutung. Zwischen 2014 und 2016 abgerissen                                                                                       | 09274194 |
| Weitere Bilder                          | Wohnhaus (Umgebinde) | Straße der Republik 26b (Karte) | 18. Jahrhundert                              | Baugeschichtlich von Bedeutung, Obergeschoss Fachwerk, regionaltypische Gestaltung. Zwischen 2017 und 2019 abgerissen.                                                 | 08992090 |

## Tabellenlegende
- Bild: Bild des Kulturdenkmals, ggf. zusätzlich mit einem Link zu weiteren Fotos des Kulturdenkmals im Medienarchiv Wikimedia Commons. Wenn man auf das Kamerasymbol klickt, können Fotos zu Kulturdenkmalen aus dieser Liste hochgeladen werden:
- Bezeichnung: Denkmalgeschützte Objekte und ggf. Bauwerksname des Kulturdenkmals
- Lage: Straßenname und Hausnummer oder Flurstücknummer des Kulturdenkmals. Die Grundsortierung der Liste erfolgt nach dieser Adresse. Der Link (Karte) führt zu verschiedenen Kartendiensten mit der Position des Kulturdenkmals. Fehlt dieser Link, wurden die Koordinaten noch nicht eingetragen. Sind diese bekannt, können sie über ein Tool mit einer Kartenansicht einfach nachgetragen werden. In dieser Kartenansicht sind Kulturdenkmale ohne Koordinaten mit einem roten bzw. orangen Marker dargestellt und können durch Verschieben auf die richtige Position in der Karte mit Koordinaten versehen werden. Kulturdenkmale ohne Bild sind an einem blauen bzw. roten Marker erkennbar.
- Datierung: Baubeginn, Fertigstellung, Datum der Erstnennung oder grobe zeitliche Einordnung entsprechend des Eintrags in der sächsischen Denkmaldatenbank
- Beschreibung: Kurzcharakteristik des Kulturdenkmals entsprechend des Eintrags in der sächsischen Denkmaldatenbank, ggf. ergänzt durch die dort nur selten veröffentlichten Erfassungstexte oder zusätzliche Informationen
- ID: Vom Landesamt für Denkmalpflege Sachsen vergebene, das Kulturdenkmal eindeutig identifizierende Objekt-Nummer. Der Link führt zum PDF-Denkmaldokument des Landesamtes für Denkmalpflege Sachsen. Bei ehemaligen Kulturdenkmalen können die Objektnummern unbekannt sein und deshalb fehlen bzw. die Links von aus der Datenbank entfernten Objektnummern ins Leere führen. Ein ggf. vorhandenes Icon  führt zu den Angaben des Kulturdenkmals bei Wikidata.